# Café du Dôme

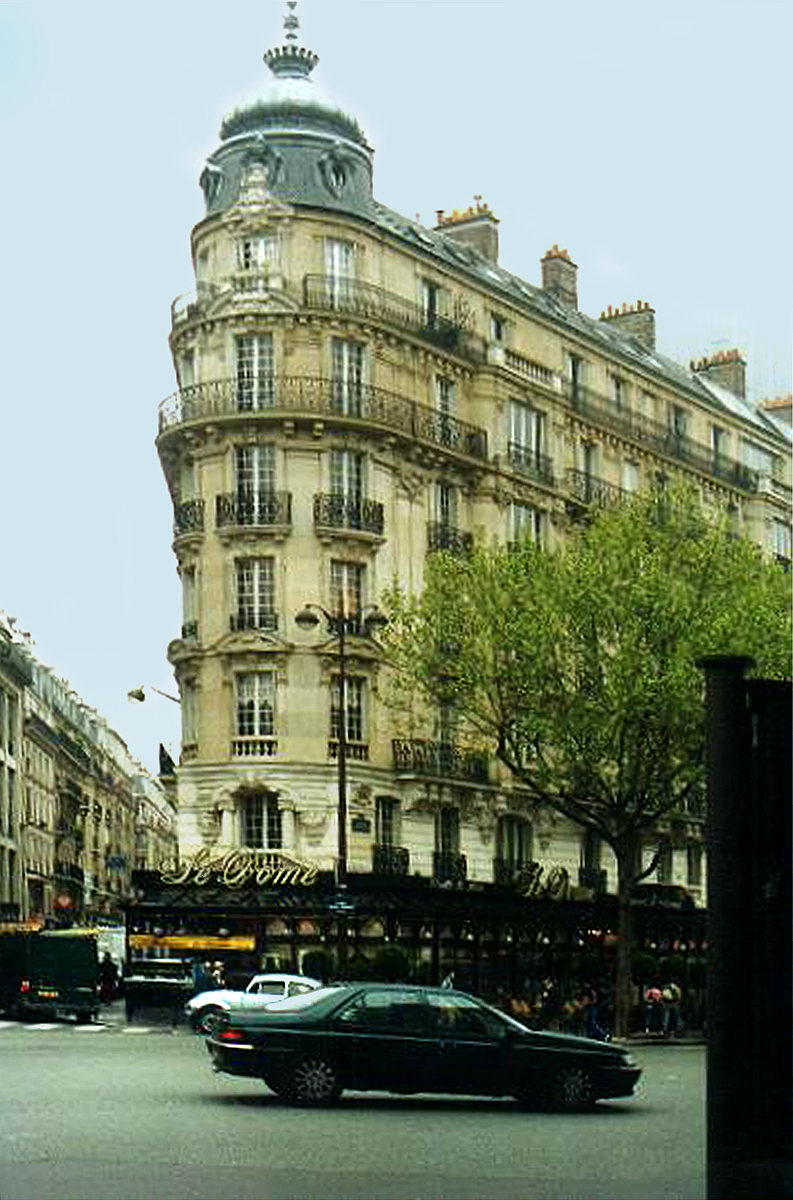
Das Café Du Dôme in Paris

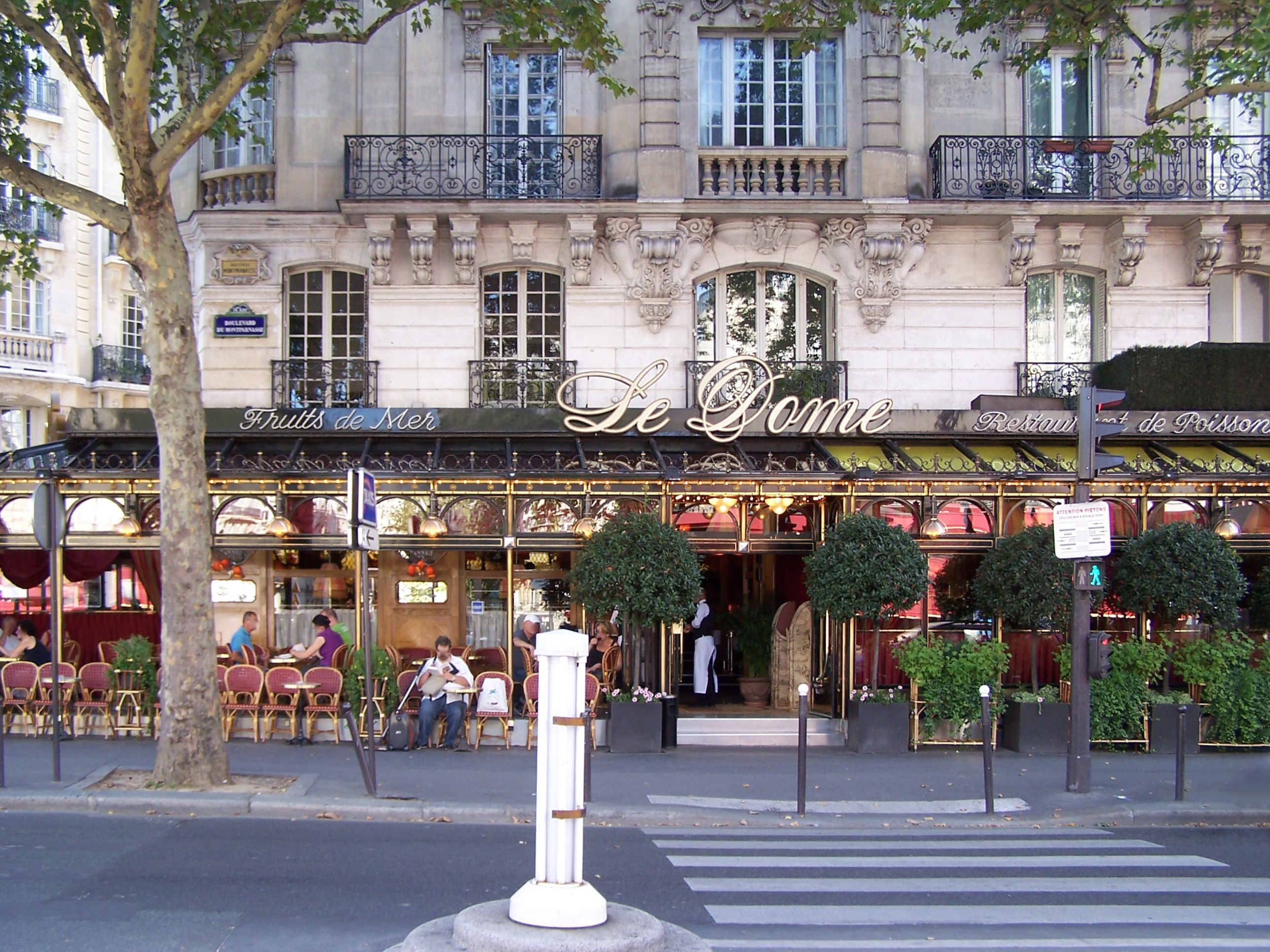
Café Du Dôme

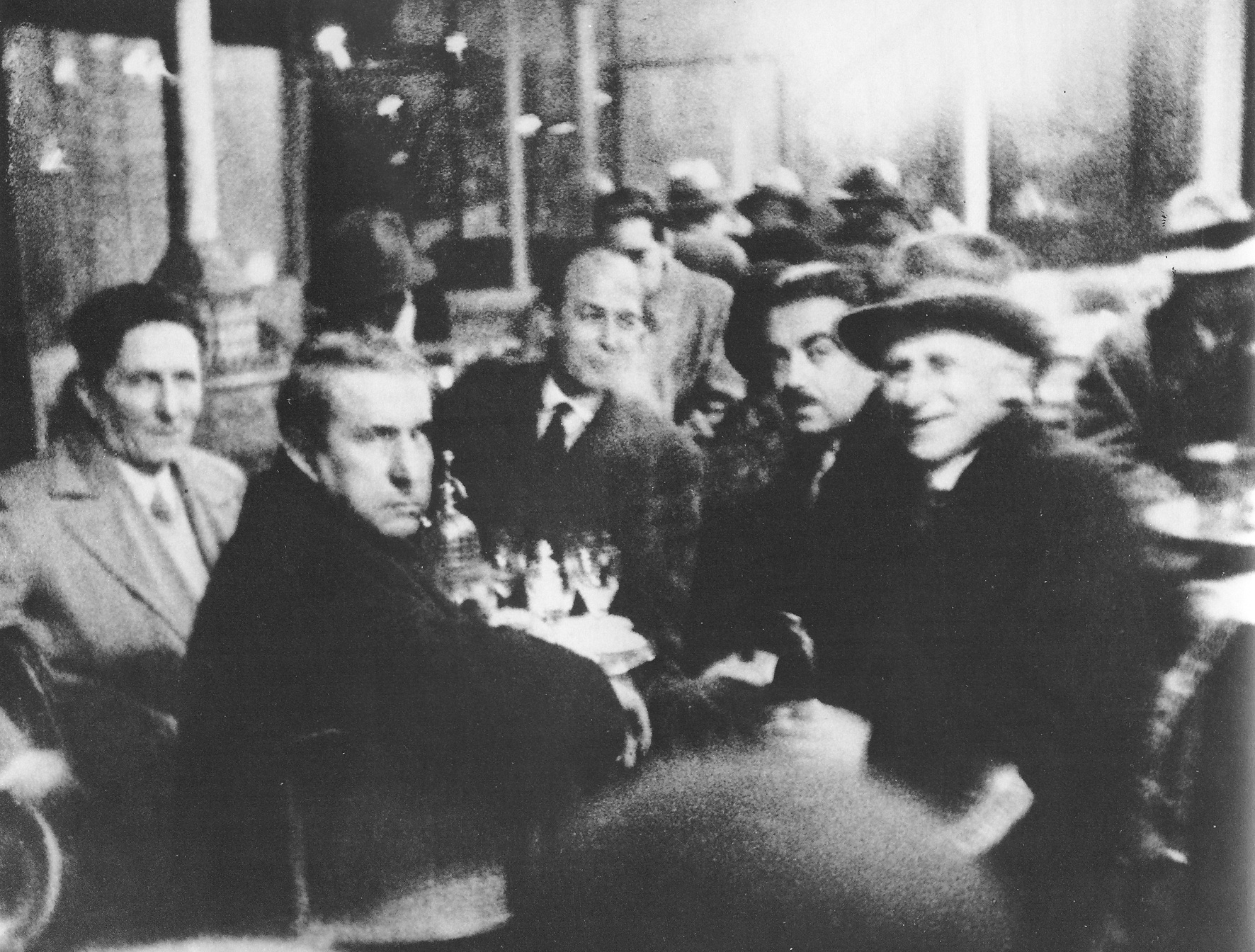
Tériade, Pablo Manès, Pablo Gargallo, Christian Zervos, Café du Dôme, Paris, um 1930

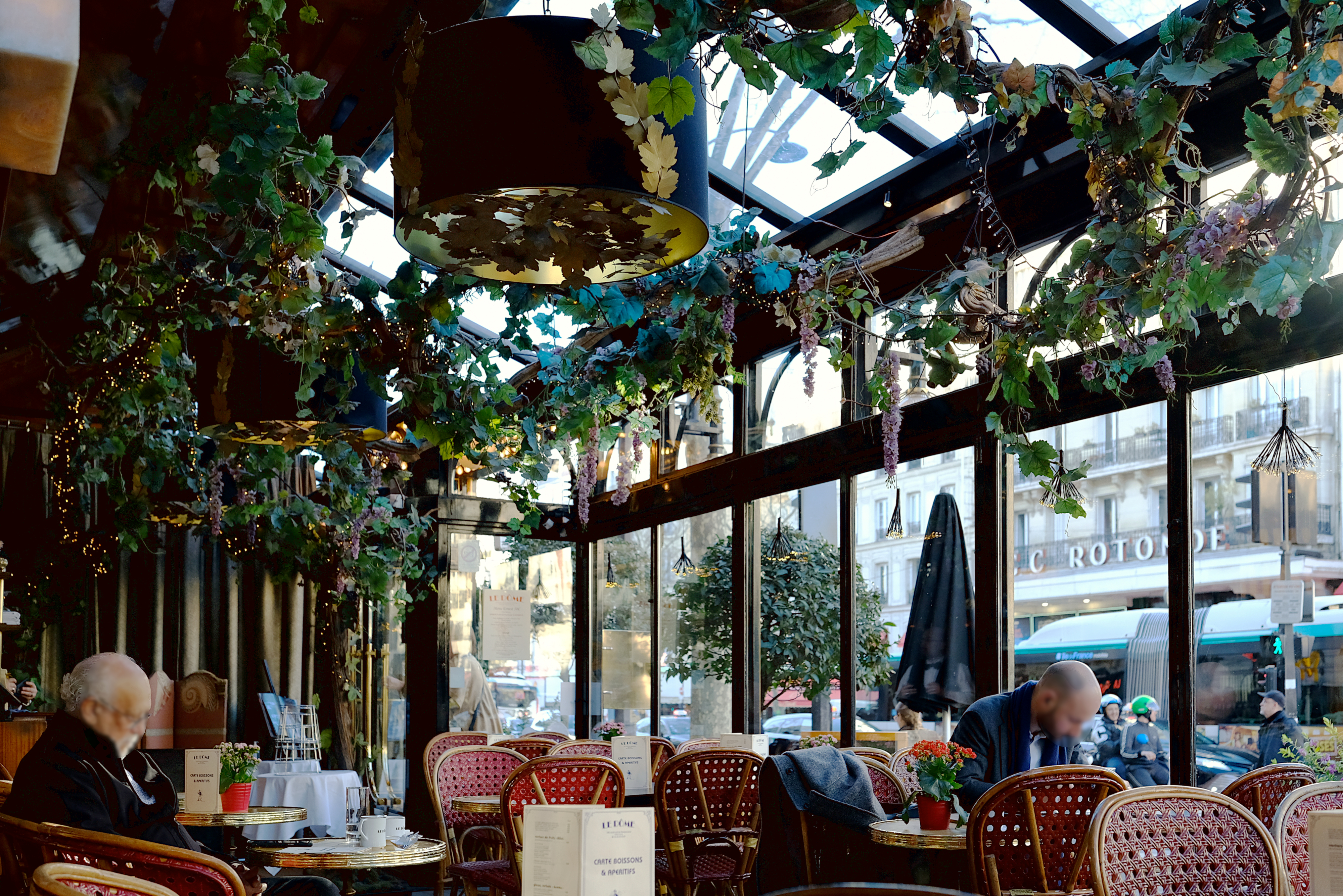
"Le Dome" um 2025.

Das Café du Dôme ist ein Restaurant im Pariser Stadtteil Montparnasse am Boulevard du Montparnasse 109, an der Ecke zur Rue Delambre.

## Geschichte
Eröffnet 1898, wurde das Café du Dôme ein beliebter Treffpunkt der Pariser Bohème der 1900er Jahrhundertwende. Zu den Stammgästen gehörten Maler, Bildhauer, Schriftsteller, Dichter, Kunstliebhaber und Kunsthändler, die im westlich der Seine gelegenen Stadtteil Montparnasse wohnten. Das Lokal wurde von den in Paris wohnhaften Amerikanern, Engländern und Russen besucht. Die unbemittelten Gäste konnten sich ein Saucisse de Toulouse und einen Teller Kartoffelpüree leisten, die wohlhabenden Gäste konnten sich an Austern ergötzen.
Ab 1986 wurde im Café du Dôme auch gehobene Küche angeboten. Anfang der 1990er Jahre vergab der Guide Michelin einen Stern für das Fischrestaurant. Heute ist das Lokal mit üppigem Jugendstildekor eine Sehenswürdigkeit für Touristen geworden. Es befindet sich am U-Bahnhof Vavin der Linie 4 der Pariser Métro.

## Stammgäste

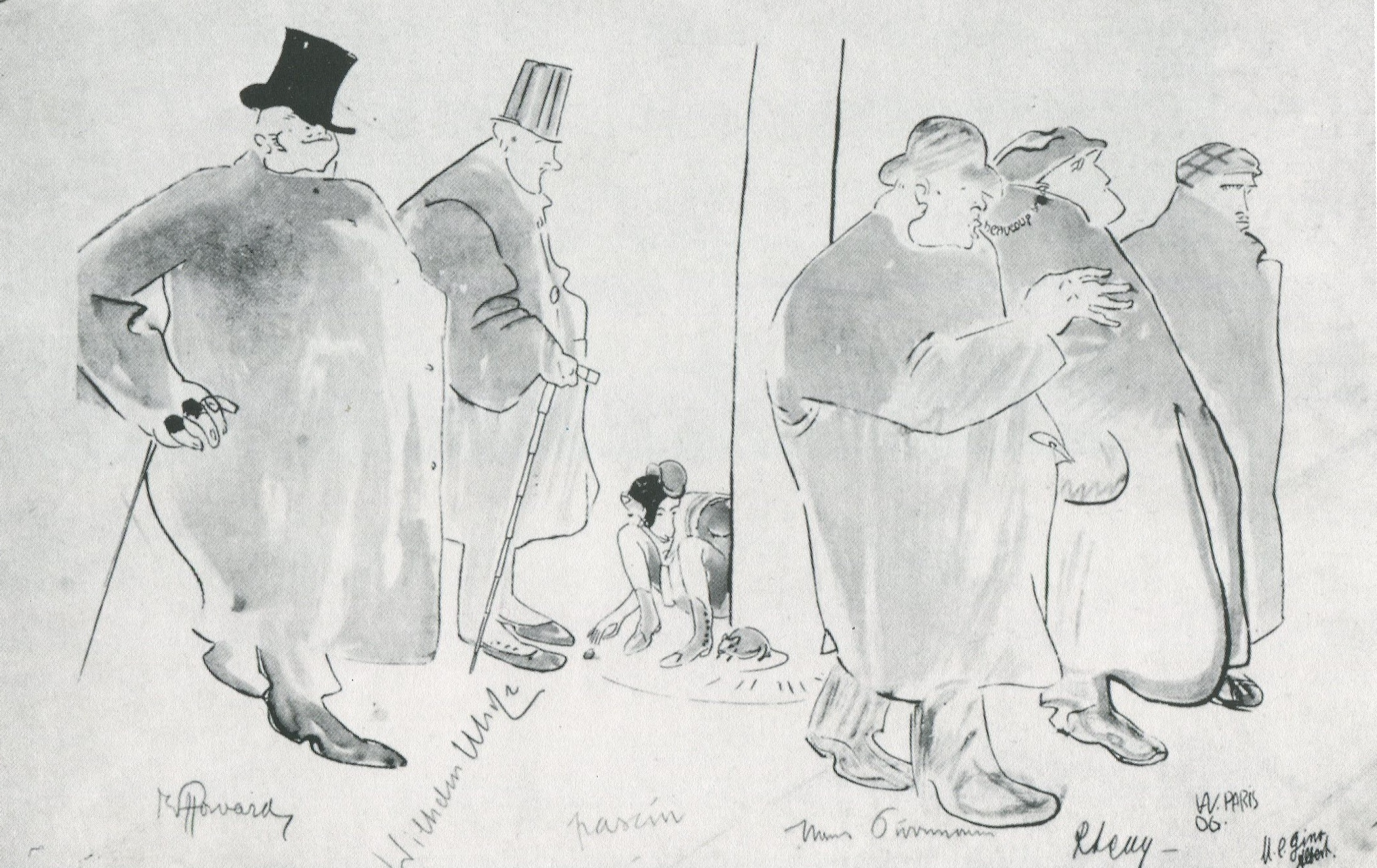
Albert Weisgerber: Die Maler des Café du Dôme, 1906

Während der langen Geschichte wurde das Café du Dôme ein Stammlokal vieler Künstler und Schriftsteller, u. a.:
- Simone de Beauvoir[2] (1908–1986), französische Schriftstellerin, Philosophin und Feministin
- Friedrich Ahlers-Hestermann (1883–1973), deutscher Maler und Kunstschriftsteller
- Adolphe Basler (1878–1951), polnisch-französischer Kunstkritiker und Galerist
- Hanns Bolz (1885–1918), deutscher Maler und Plastiker
- Robert Capa (1913–1954), ungarischer Fotograf
- Henri Cartier-Bresson (1908–2004), französischer Fotograf
- Aleister Crowley (1875–1947), englischer Schriftsteller
- Max Ernst (1891–1976), deutscher Maler
- Otto Freundlich (1878–1943), deutscher Maler und Bildhauer
- Tsuguharu Fujita (1886–1968), japanischer Maler
- Paul Gauguin (1848–1903), französischer Maler
- Ida Gerhardi (1862–1927), deutsche Malerin
- Richard Goetz (1874–1954), deutscher Kunstsammler und Maler
- Ernest Hemingway (1899–1961), amerikanischer Schriftsteller
- Hans Hofmann (1880–1966), deutscher Maler
- Wil Howard (1879–1945), deutscher Maler, Grafiker, Illustrator
- Youssef Howayek (1883–1962), libanesischer Maler und Bildhauer
- Gibran Khalil Gibran (1883–1931), libanesischer Schriftsteller
- Rudolf Großmann, (1882–1941), deutscher Maler
- Wassily Kandinsky (1866–1944), russischer Maler
- Moise Kisling (1891–1953), polnischer Maler
- Eva Kotchever (1891–1943), polnische Gastwirtin
- Wladimir Lenin (1870–1924), russischer Revolutionär
- Rudolf Levy (1875–1944), deutscher Maler
- Sinclair Lewis (1885–1951), amerikanischer Schriftsteller
- Adolf Loos (1870–1933), österreichischer Architekt und Kulturpublizist
- Tadeusz Makowski (1882–1932), polnischer Maler
- Henry Miller (1891–1980), amerikanischer Schriftsteller
- Amedeo Modigliani (1884–1920), italienischer Maler
- Erich Mühsam (1878–1934), deutscher Schriftsteller
- Anaïs Nin (1903–1977), französische Schriftstellerin
- Franz Nölken (1884–1918), deutscher Maler
- Max Lingner (1888–1959), deutscher Maler und Grafiker
- Jules Pascin (1885–1930), bulgarischer Maler
- Pablo Picasso (1881–1973), spanischer Maler
- Ezra Pound (1885–1972), amerikanischer Schriftsteller
- Man Ray (1890–1976), amerikanischer Fotograf und Künstler
- Walter Alfred Rosam (1883–1916), deutscher Maler
- Chaim Soutine (1893–1943), belarussischer Maler
- Gerda Taro (1910–1937), deutsche Fotografin
- Wilhelm Uhde (1874–1947), deutscher Kunsthändler
- Heinz Witte-Lenoir (1880–1961), deutscher Maler